# EasyHDR

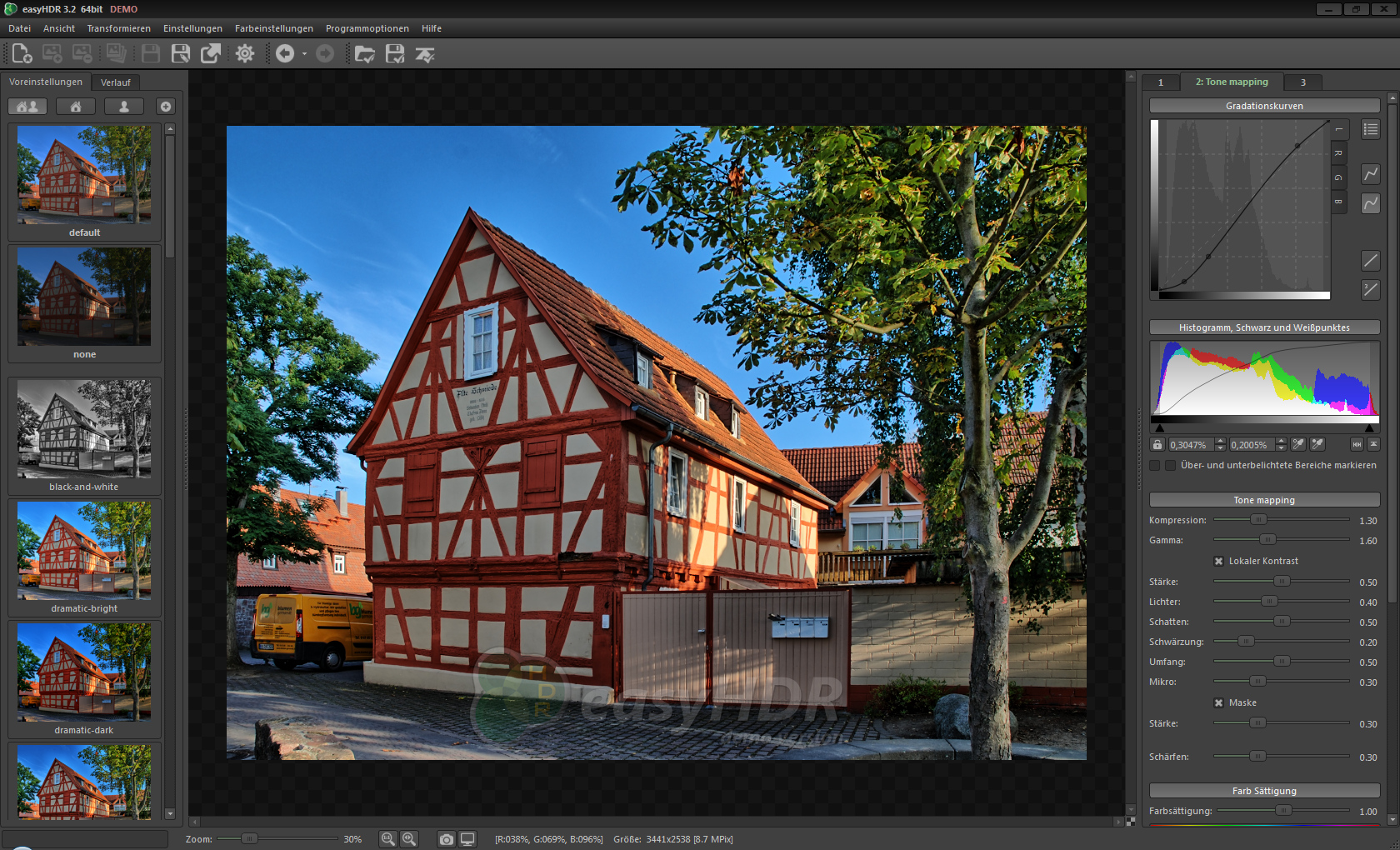
Screenshot der Benutzungsoberfläche von easyHDR

easyHDR ist (wie auch Photomatix, FDRTools und andere) eine Software zur Erzeugung von HDR-Bildern aus einer Belichtungsreihe, d. h. aus einer Serie herkömmlicher Bilder mit jeweils geringem Helligkeitsumfang (LDR-Bildern), die mit unterschiedlichen Belichtungszeiten aufgenommen wurden.

## Funktionsumfang
easyHDR wurde für die Betriebssystem Windows (32- und 64-Bit-Version) und Mac OS X (seit Version 3.1) entwickelt; auf Linux kann es unter einem Emulator wie z. B. Wine betrieben werden. Es ist u. a. in den Sprachen Deutsch, Englisch, Französisch, Spanisch, Polnisch und Russisch verfügbar.
Es stehen ein manuelles und ein gut funktionierendes automatisches Werkzeug zur Verfügung, um die Fotos der Belichtungsreihe auszurichten, d. h. genau übereinander zu überlagern.
Geisterbilder von sich in der Szenerie bewegenden Objekten kann easyHDR manuell, automatisch oder halb-automatisch von den Fotos entfernen.
Ist gleich eine Anzahl von Belichtungsreihen zu bearbeiten (wie zum Beispiel zur Erstellung eines Panoramabildes oder zur Bearbeitung eines ganzen Verzeichnisses mit Belichtungsreihen), so lassen sich diese Aufträge im Stapelverarbeitungsmodus automatisch erledigen.
EasyHDR PRO unterstützt, so verfügbar, Mehrkern-CPUs. Die Anzahl der vom Programm zu nutzenden Kerne kann dabei frei gewählt werden.
Dank einer Rechteckvorschau lassen sich in der Bildnachbearbeitung insbesondere mit dem Gauß’schen Weichzeichner und dem Unscharf-Maskieren-Filter gute Ergebnisse erzielen.
easyHDR kann die Bilddateiformate JPEG, 24/48-bit TIFF, FITS und (dank Integration mit DCRaw) jegliche RAW-Fotodateien importieren.

### Beispiel-Belichtungsreihen
Die drei Belichtungsreihen (mit je drei Belichtungen) und die daraus erzeugten HDR-Bilder (jeweils ganz rechts) unten illustrieren die Verbesserungen gegenüber dem einfachen LDR-Bild: dunkle Bereiche (z. B. unter den Bäumen im Bild vom Fachwerkhaus), aber auch relativ helle Bereiche (z. B. bei den Zweigen links im Bild vom Kunstwerk Farbleiter (1972) von Peter Lacroix) weisen erheblich mehr Details („Zeichnung“) auf. Zudem wirken einzelne Objekte (z. B. das Polster beim Buggy) im HDR-Bild wesentlich plastischer.

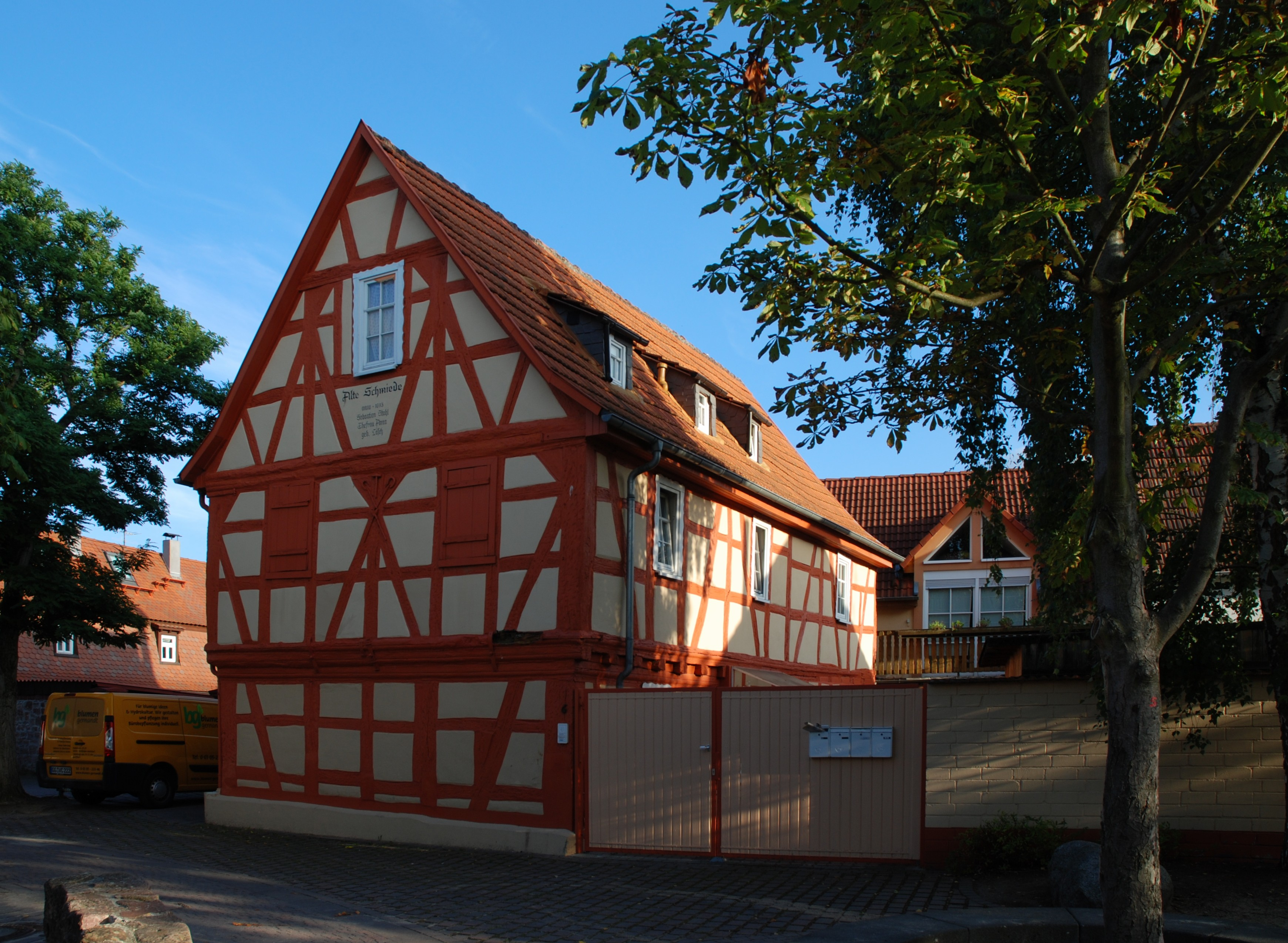
f/8 – 1/80 Sek.
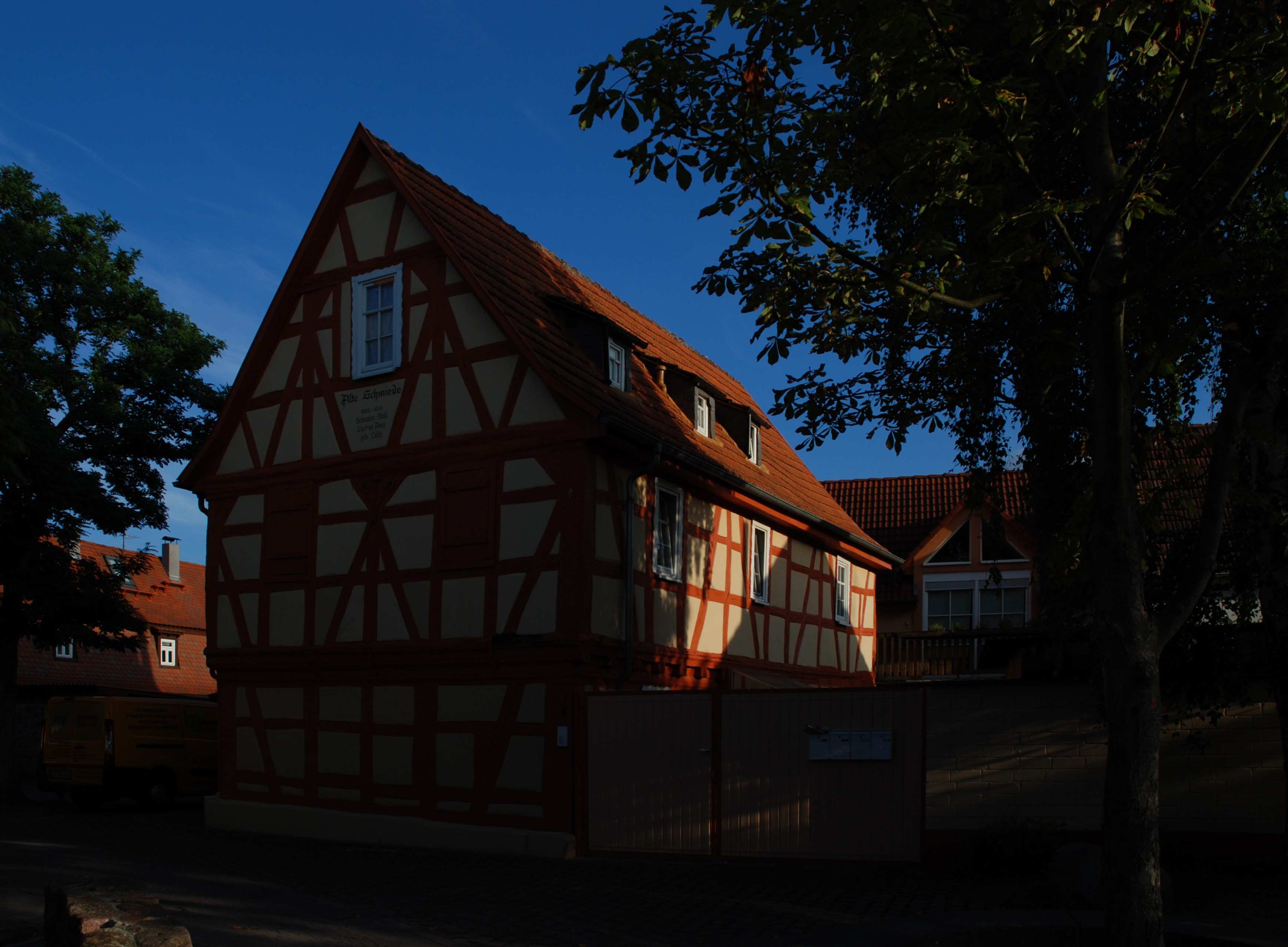
f/8 – 1/320 Sek.
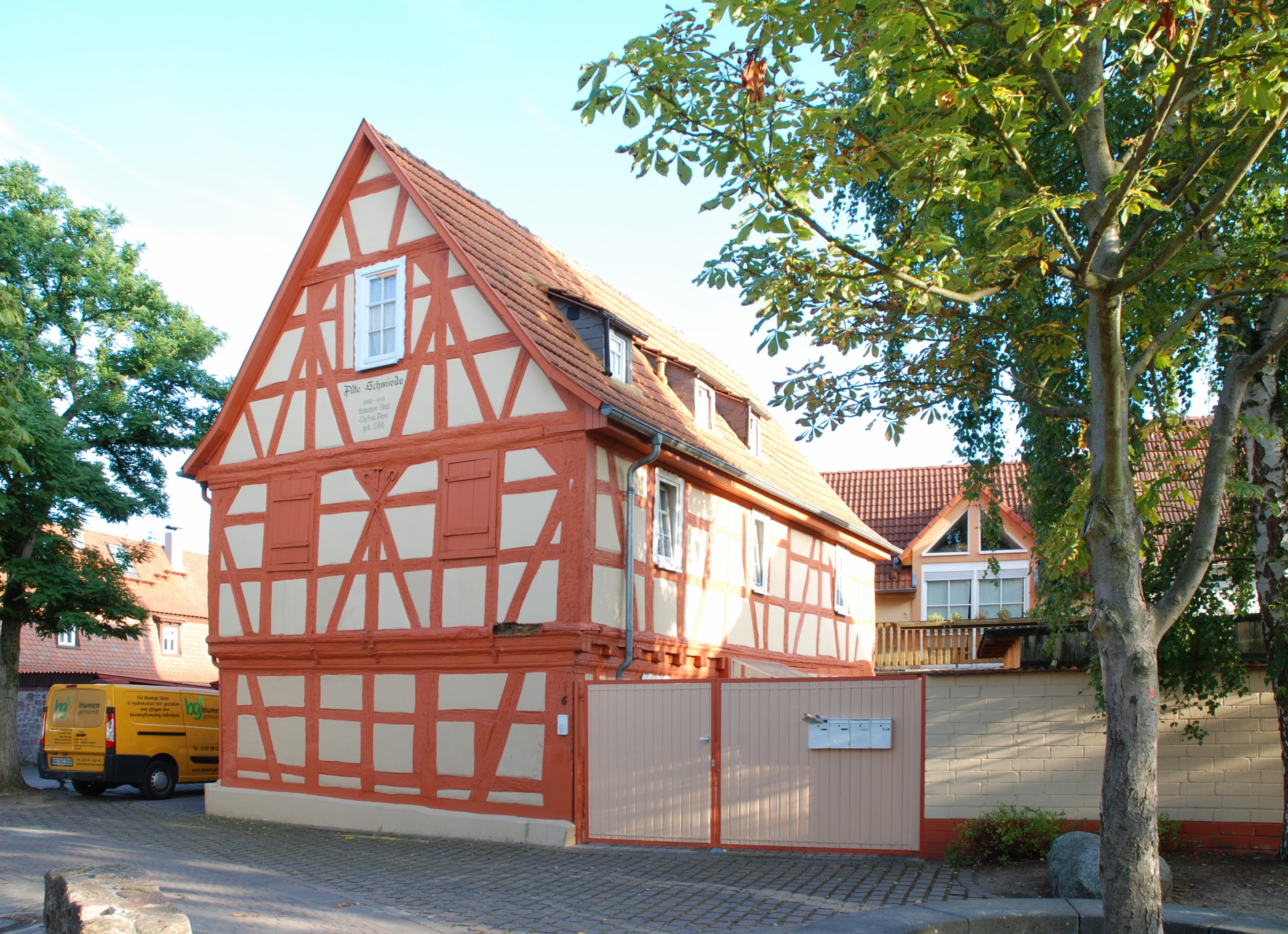
f/8 – 1/20 Sek.
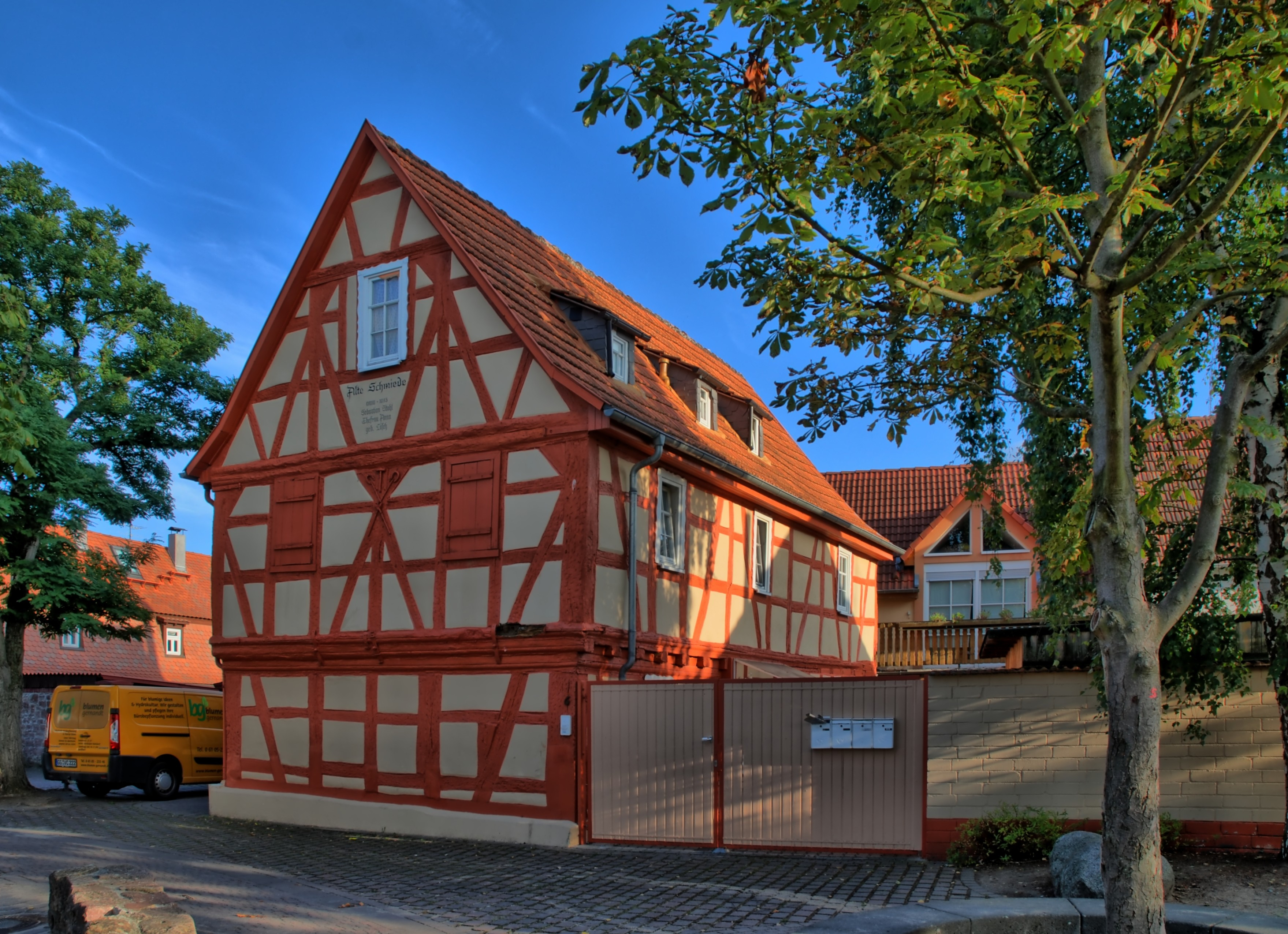
HDR-Bild nach Tone Mapping (Voreinstellung „Standard“)
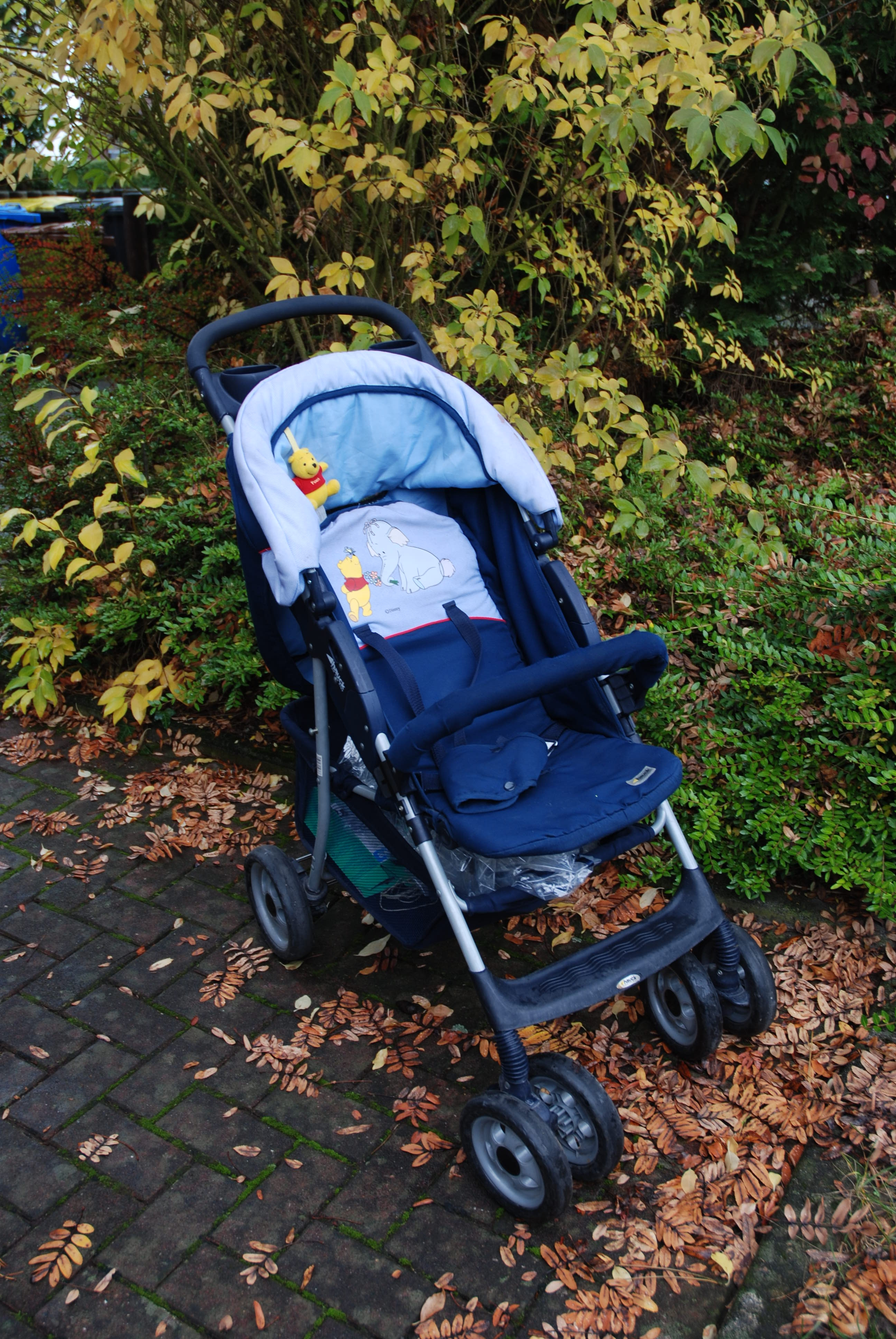
f/4.5 – 1/8 Sek.
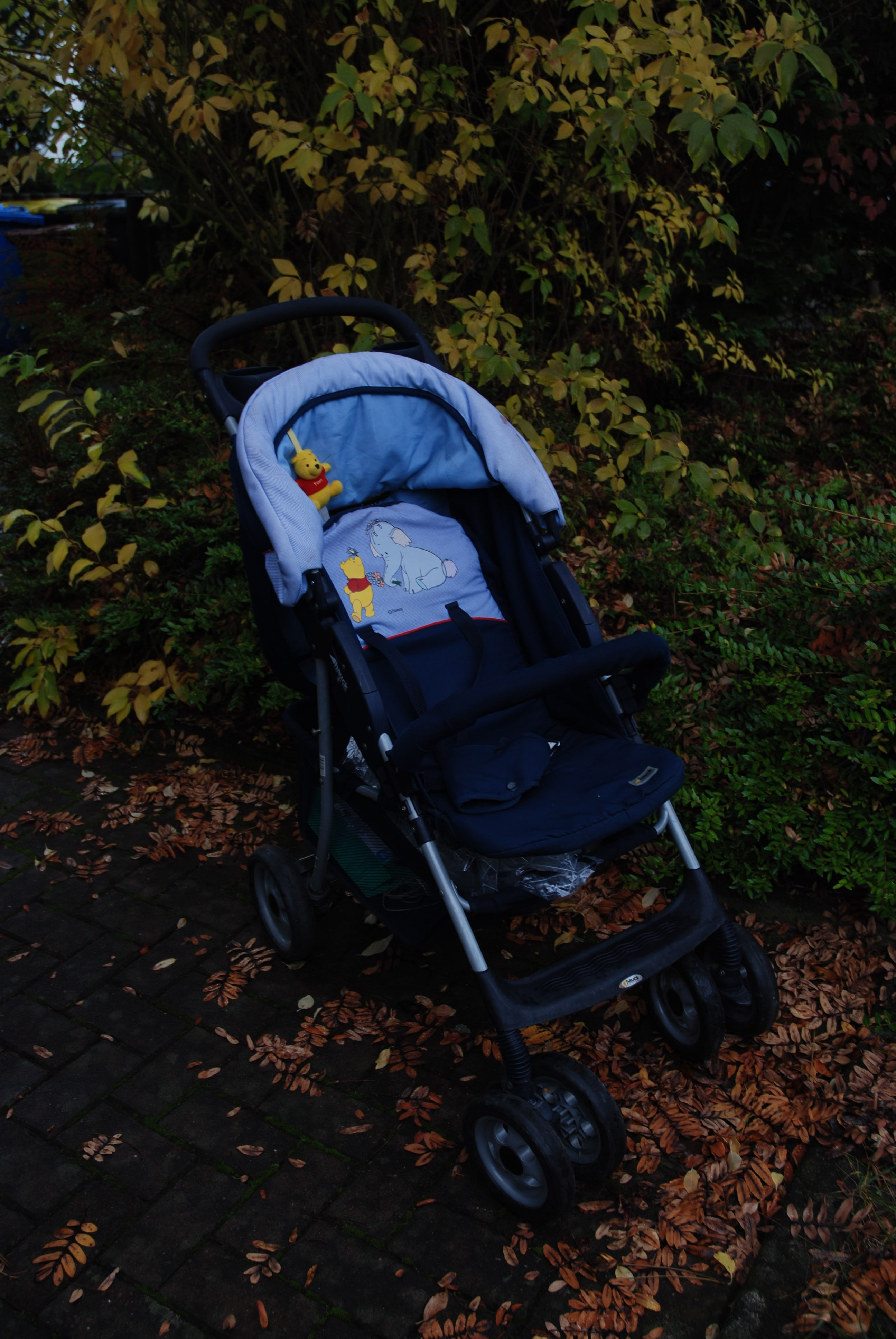
f/4.5 – 1/30 Sek.
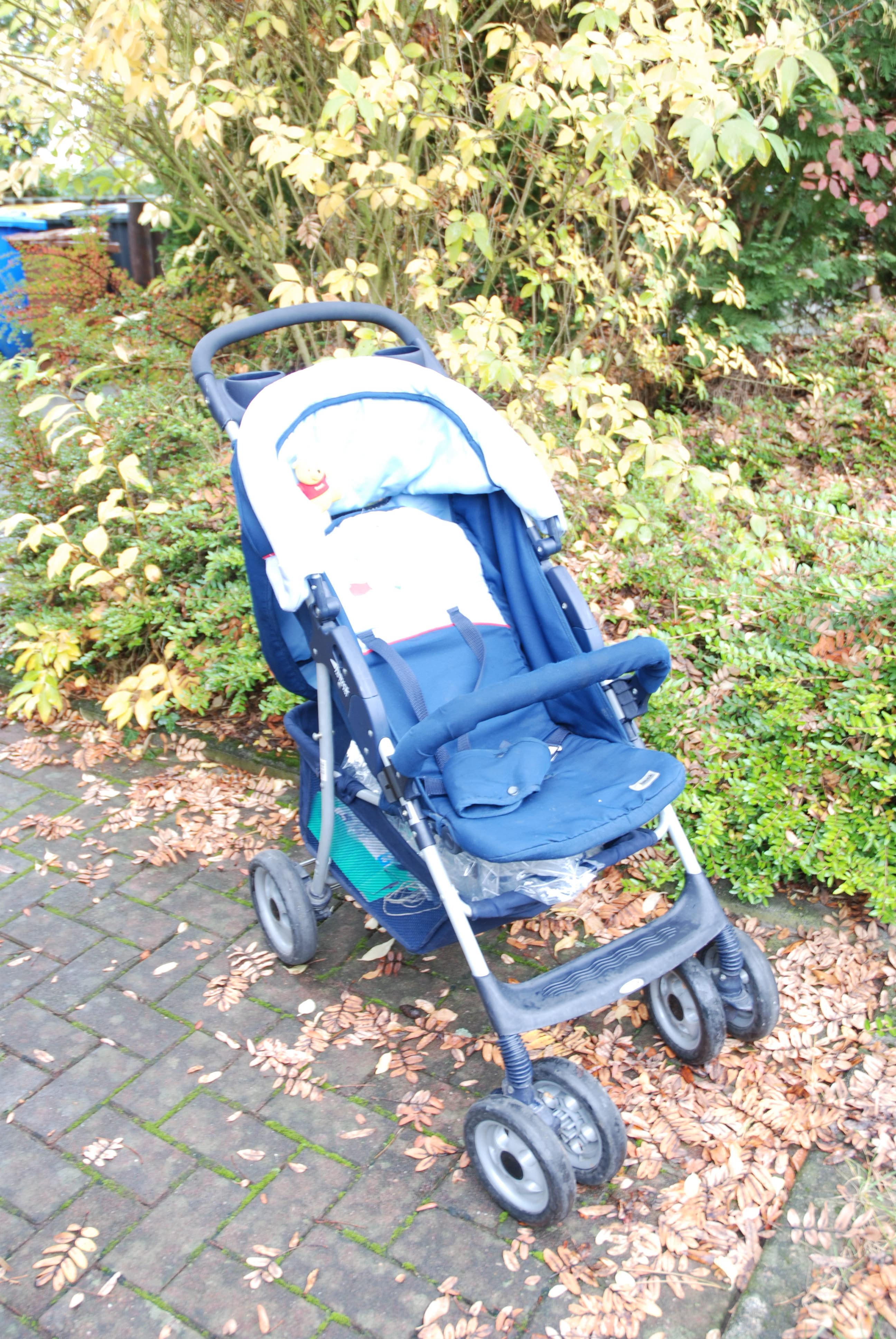
f/4.5 – 1/2 Sek.
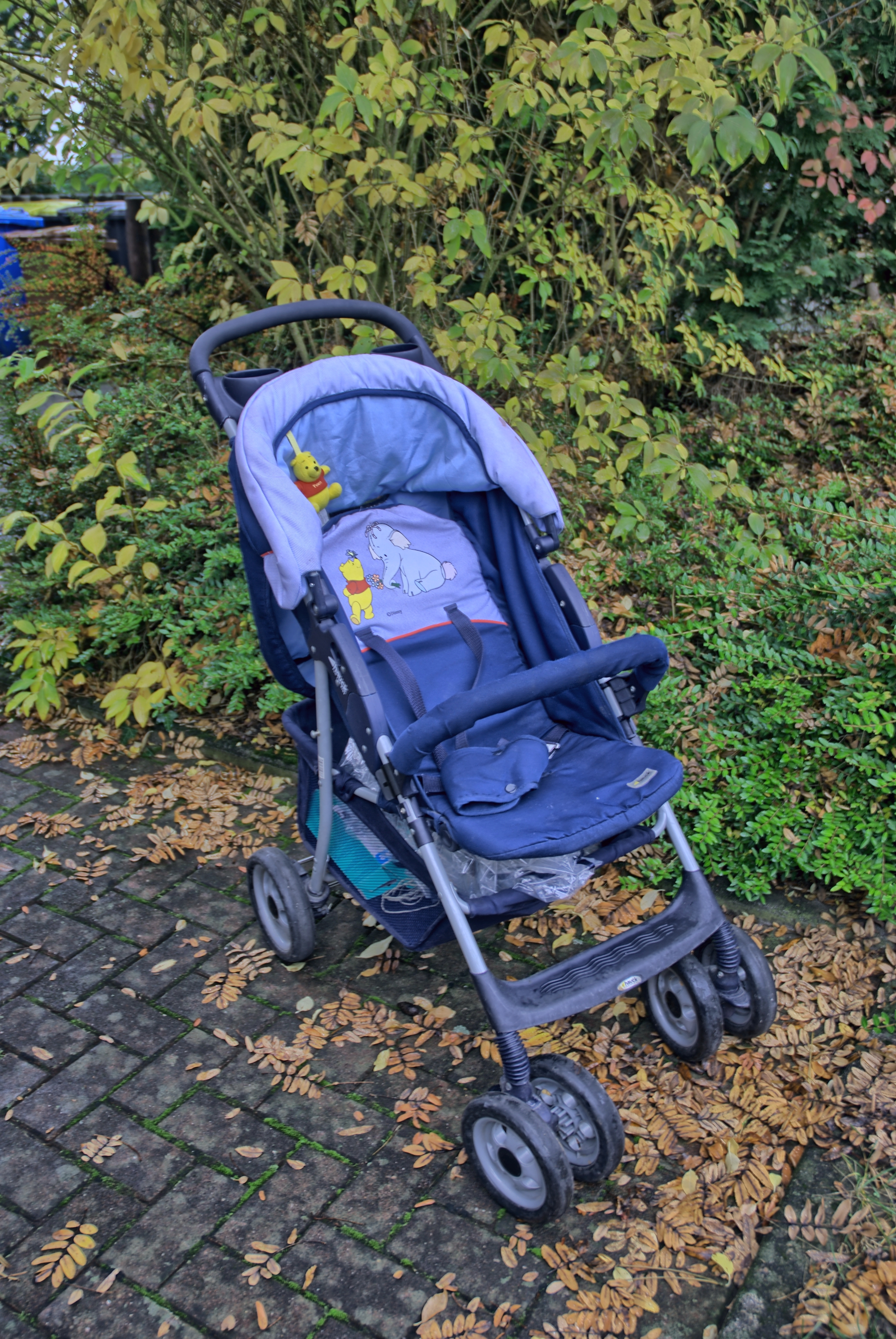
HDR-Bild nach Tone Mapping (Voreinstellung „Standard“)

### Automatische Ausrichtung und Geisterbild-Entfernung
Version 2.30.1 von easyHDR, erschienen im November 2012, wartete mit einem verbesserten Algorithmus zur Entfernung von Geisterbildern (sowohl automatisch wie auch manuell) auf. Die unten abgebildete Belichtungsreihe, die das Kunstwerk Farbleiter (1972) von Peter Lacroix zeigt, wurde ohne Stativ aufgenommen. Im (automatisch ausgerichteten) HDR-Bild 1 (Voreinstellung „Standard“) wurden die Geisterbilder der einzelnen Person in der Bildmitte vollständig entfernt und auch links im Bild, wo Passanten quer durcheinanderlaufen und die Kontrastunterschiede sehr gering sind, konnte die Automatik die Geisterbilder beinahe vollständig entfernen. Beim (automatisch ausgerichteten) HDR-Bild 2 wurden zunächst die Problemzonen manuell markiert, in denen easyHDR daraufhin (automatisch) nur noch die Bildinformation eines einzigen Fotos verwendet.

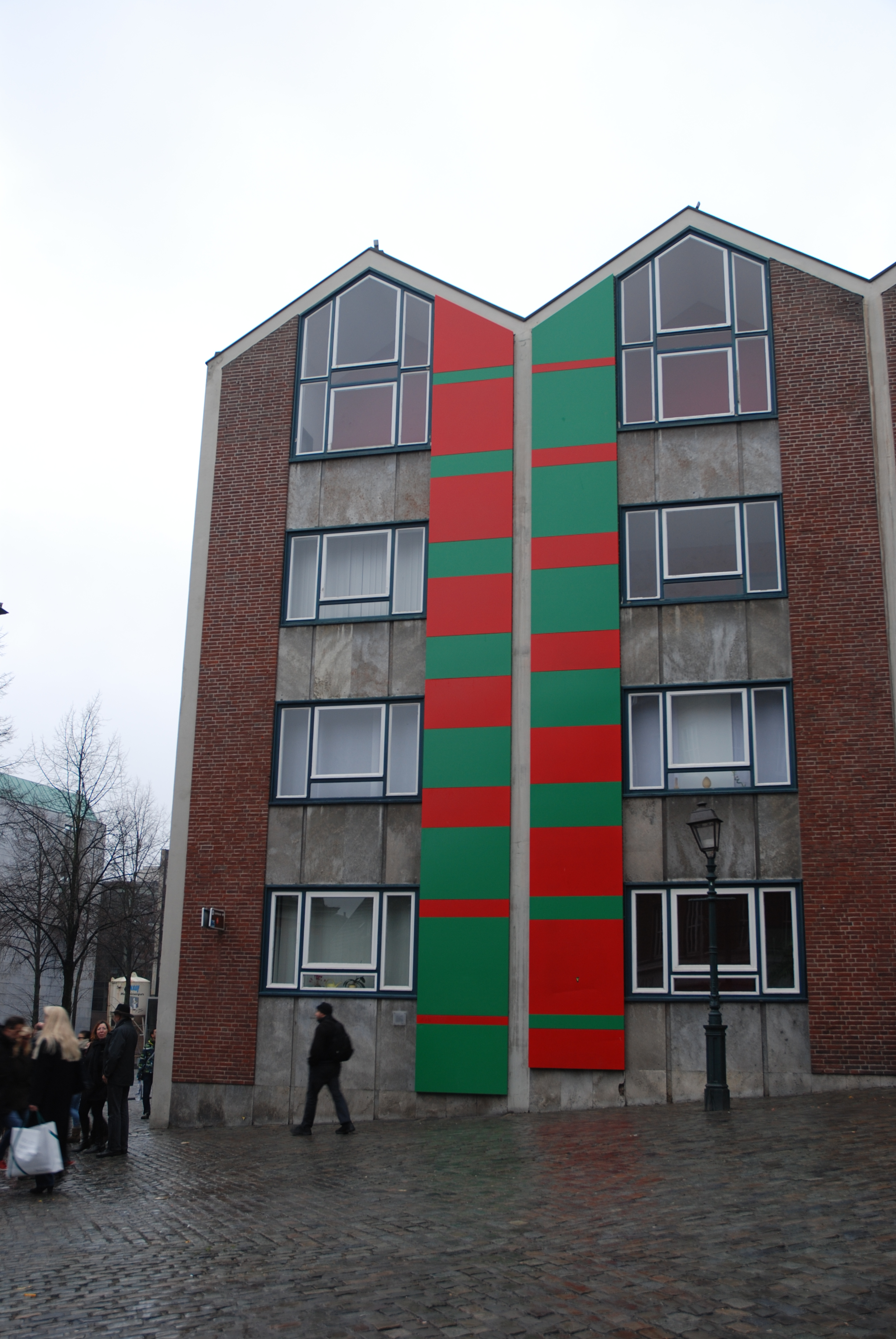
f/4.5 – 1/20 Sek.
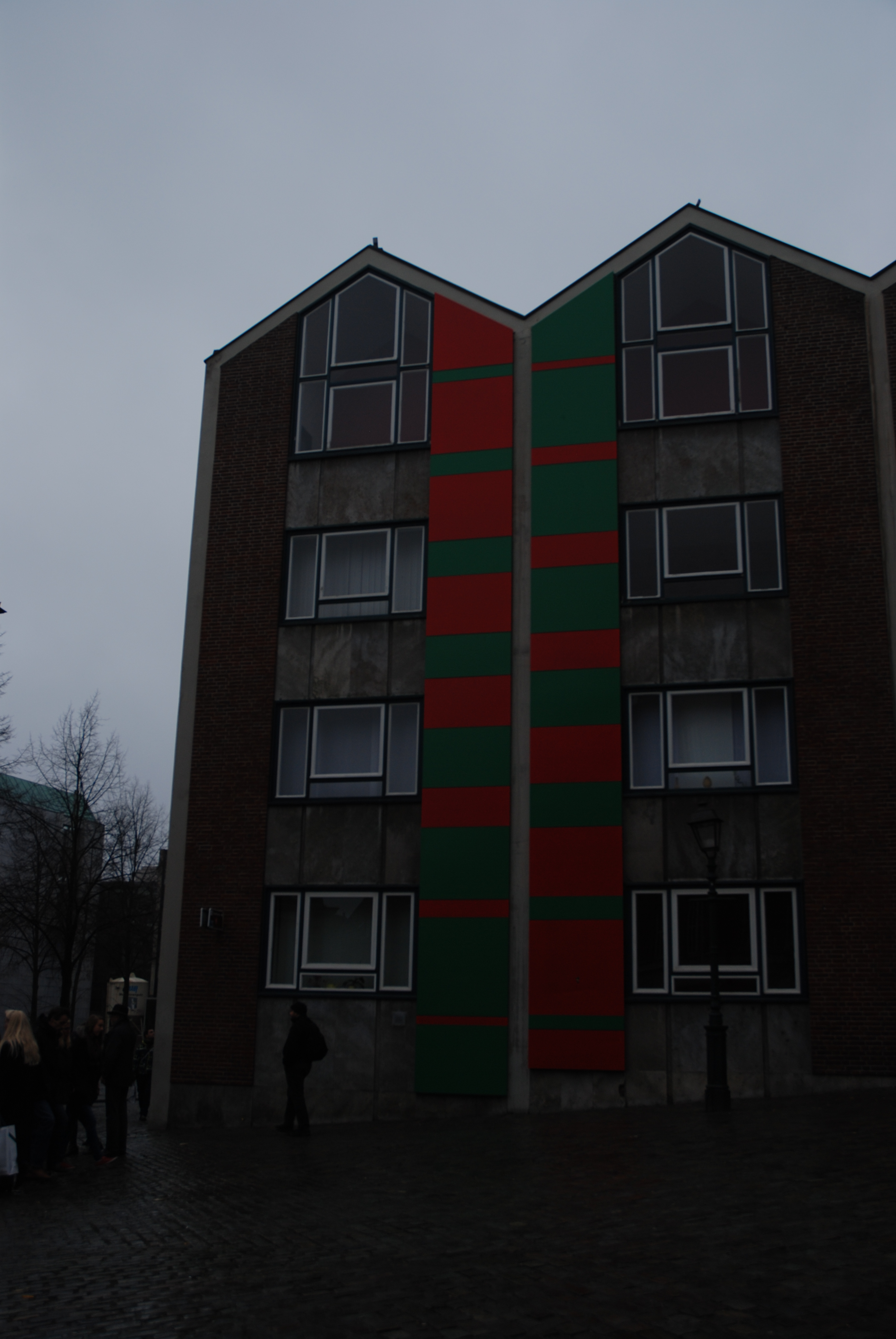
f/4.5 – 1/80 Sek.
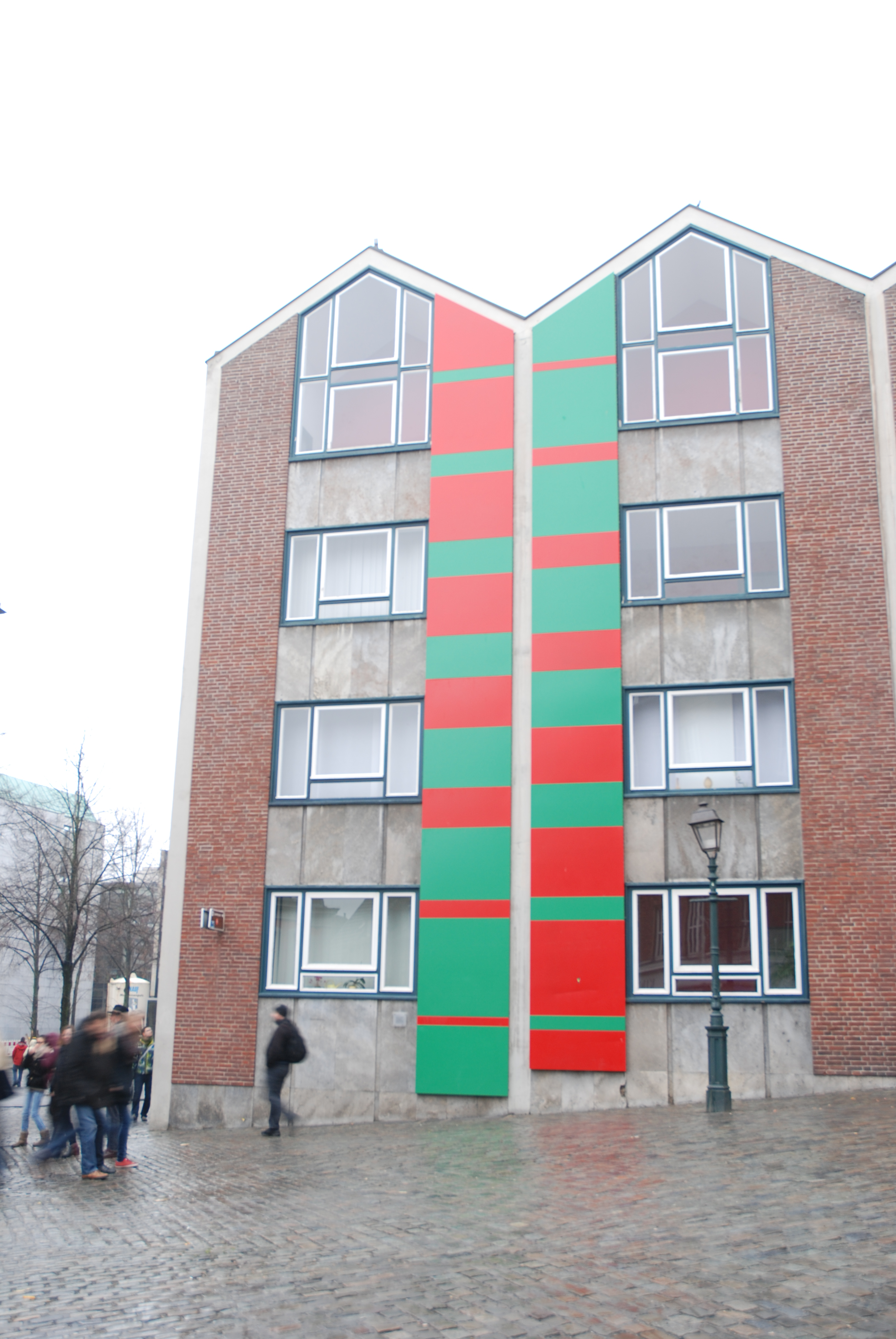
f/4.5 – 1/6 Sek.
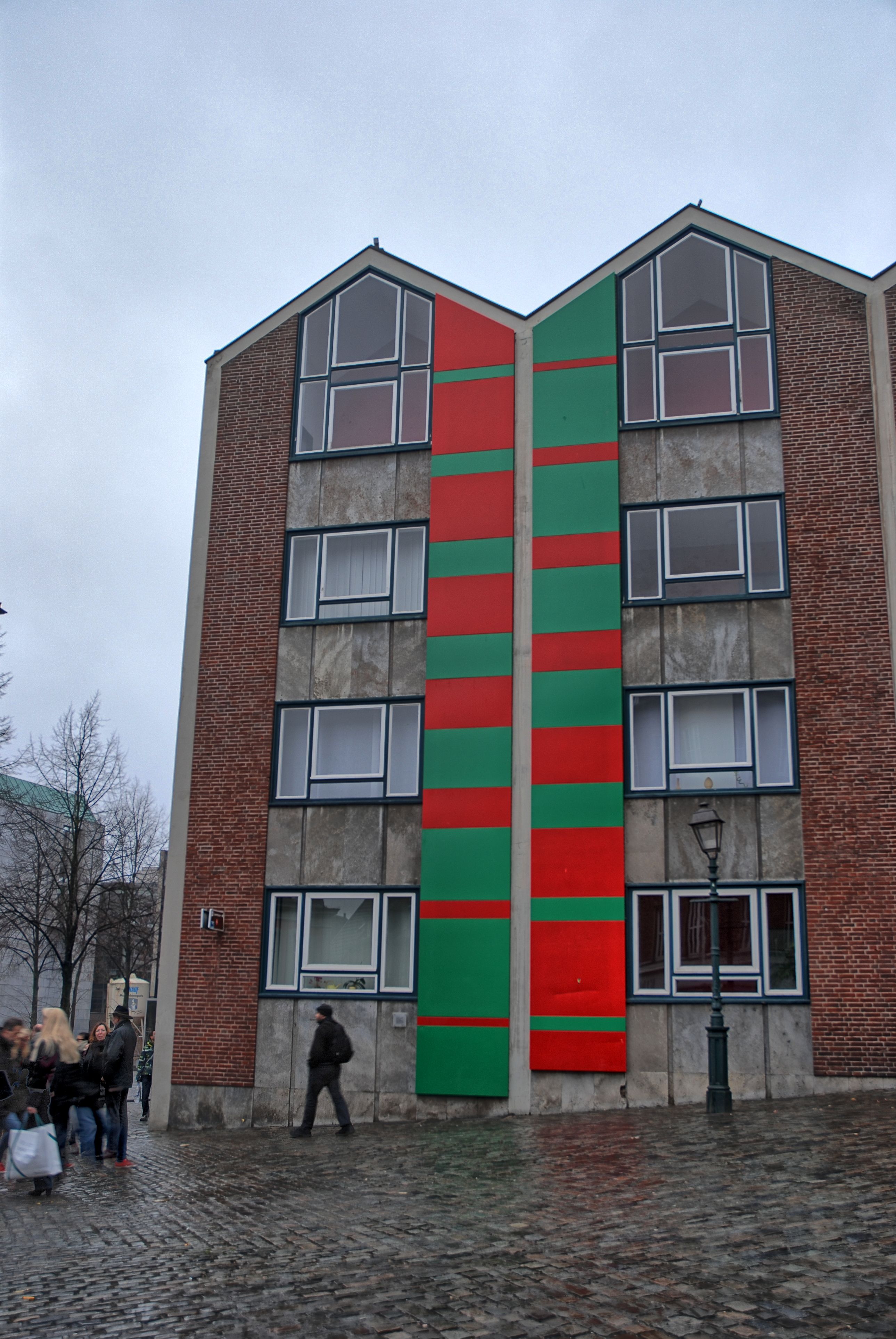
HDR-Bild 1, nach Tone Mapping (Geisterbild-Entfernung: automatisch)
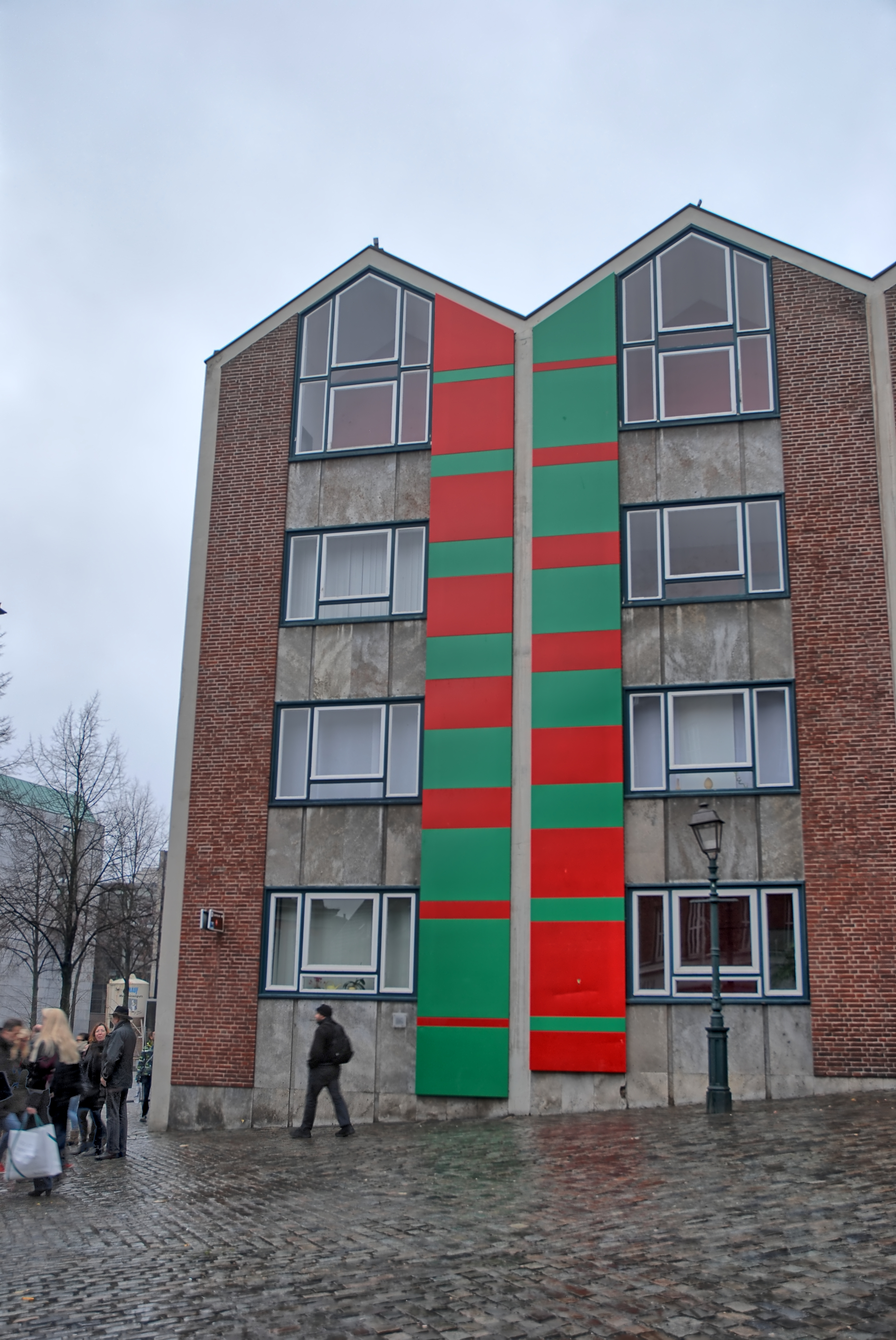
HDR-Bild 2, nach Tone Mapping (Geisterbild-Entfernung: manuell unterstützt)

### Der Modus „LDR betonen“
Im Modus „LDR betonen“ können mit easyHDR zudem Details eines einzelnen Bildes herausgearbeitet, Kontraste erhöht und die Farben aufgefrischt werden. LDR steht hier für ein Low Dynamic Range Bild (im JPG-, TIFF- oder, idealerweise, im RAW-Dateiformat) im Gegensatz zum High Dynamic Range Bild.
Die Funktion „LDR betonen“ nutzt dabei den eingebauten Tone-Mapping-Algorithmus, der auch aus einem HDR-Bild ein LDR-Bild macht, nur dass die Eingangsdaten eben nicht dieselbe Qualität wie bei einem HDR-Bild haben. Im Gegensatz zur globalen Kontrastverstärkung, wie sie Bildbearbeitungsprogramme in der Regel anbieten, verstärkt dieser Algorithmus die Kontraste lokal, wodurch Details („Zeichnung“) gleichzeitig in dunklen (z. B. schattigen) und in sehr hellen Bereichen (z. B. Himmel) hinzugewonnen werden können. Die folgenden Beispiele illustrieren den Effekt des Modus „LDR betonen“.

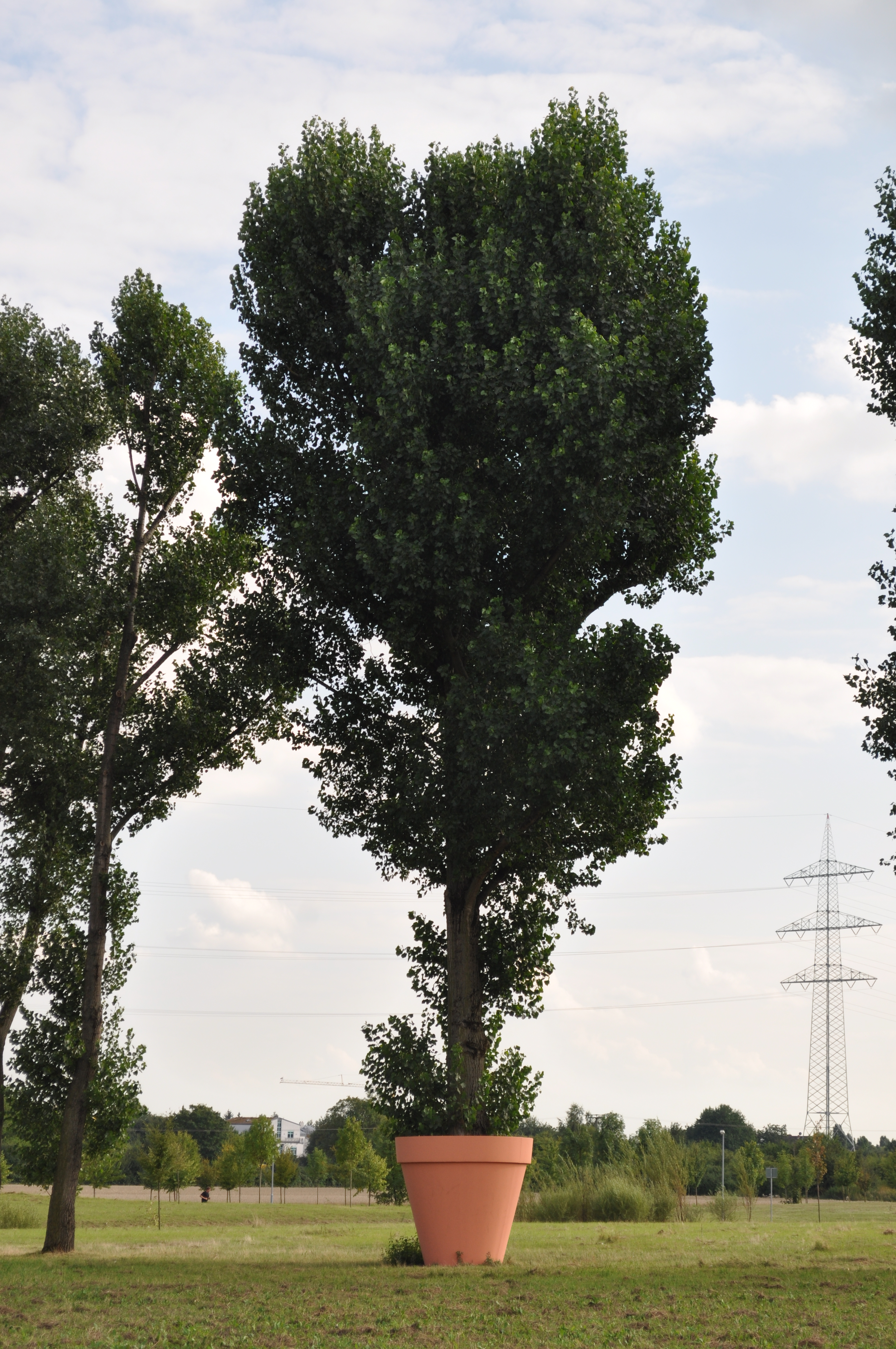
Von der Kamera erzeugtes JPG-Bild (Ausgangsbild)
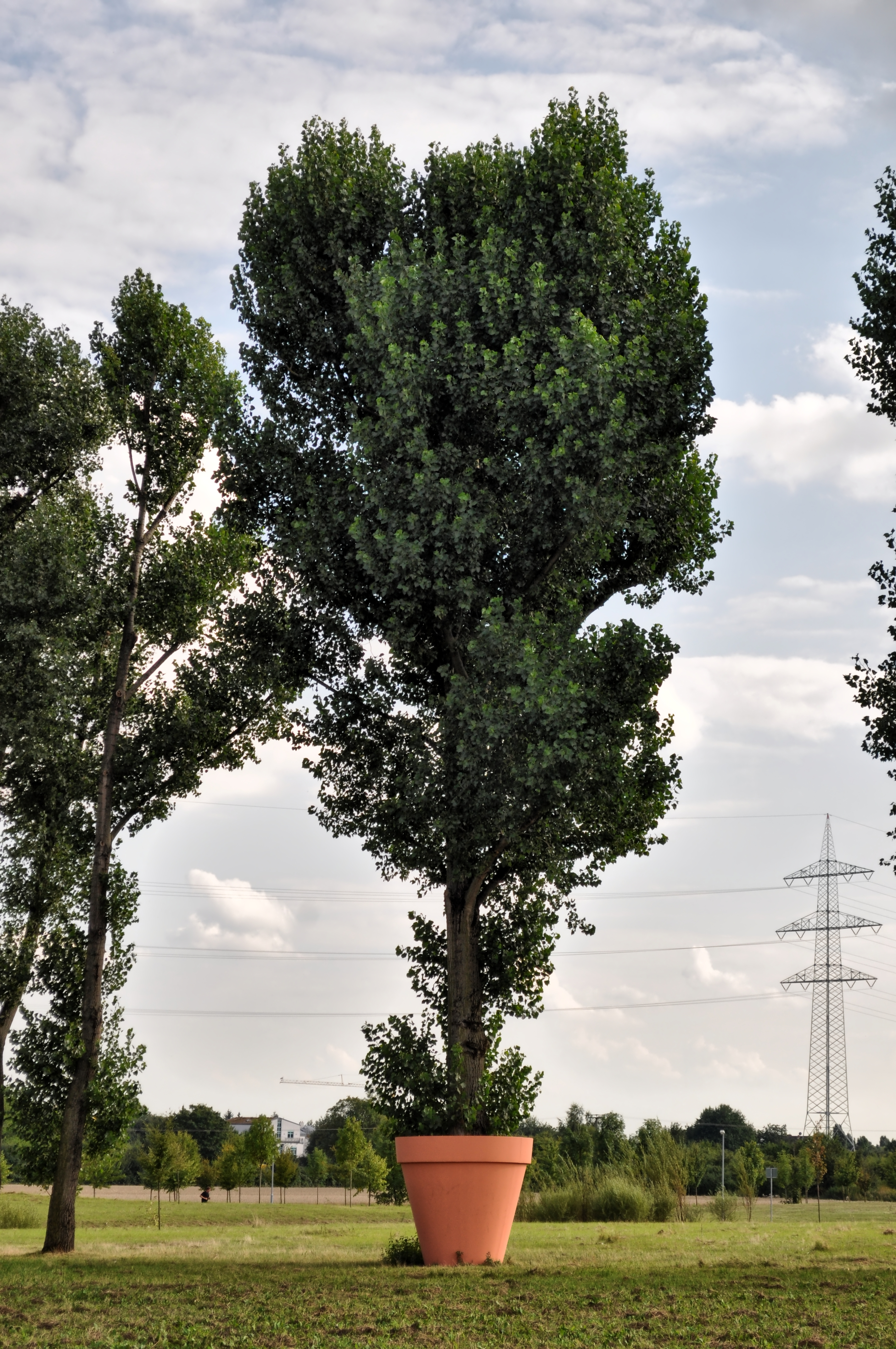
Von easyHDR daraus durch „LDR betonen“ erzeugtes Bild (Voreinstellung „Standard“)
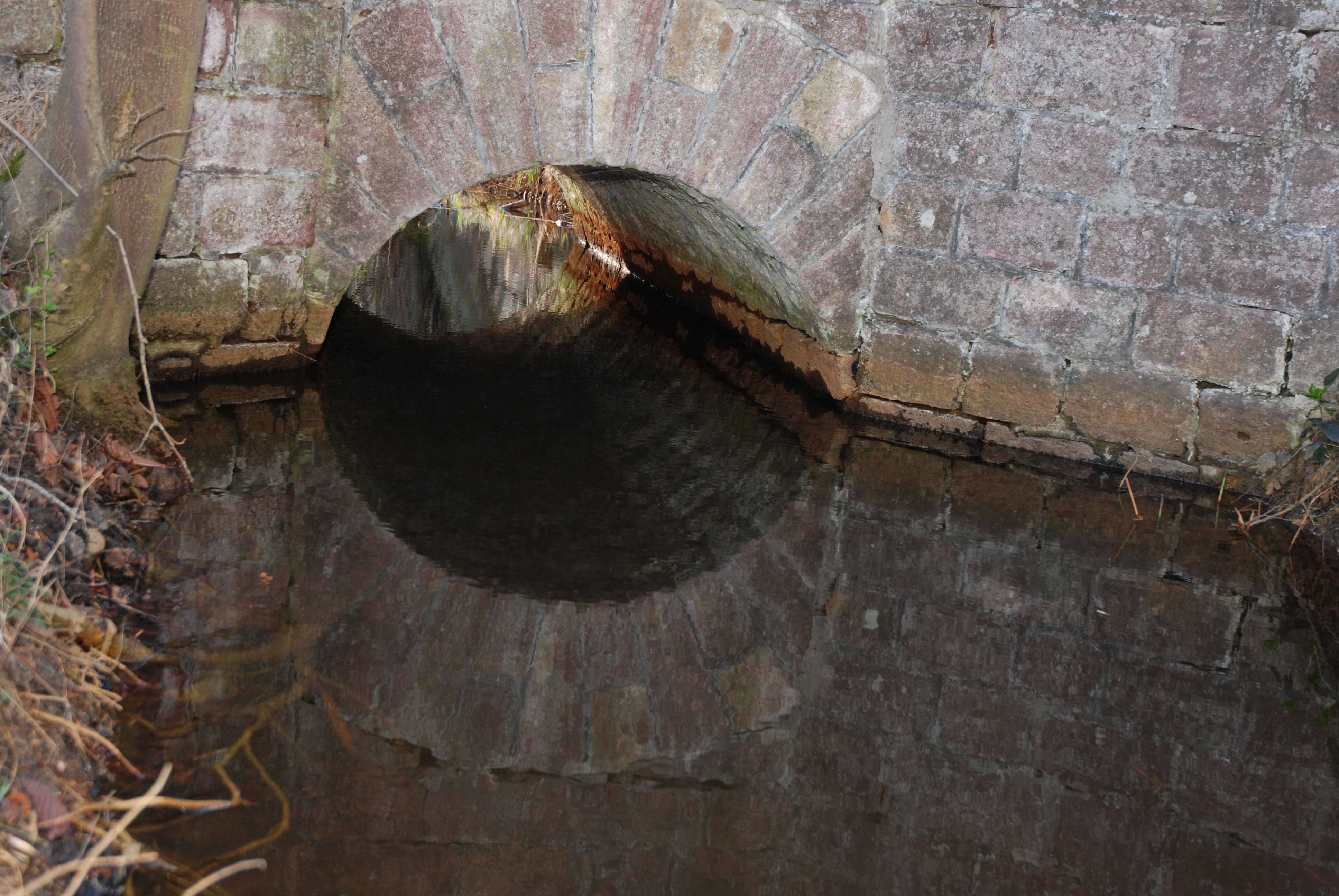
Von der Kamera erzeugtes JPG-Bild (Natursteinbrücke an der Mönchbruchallee)
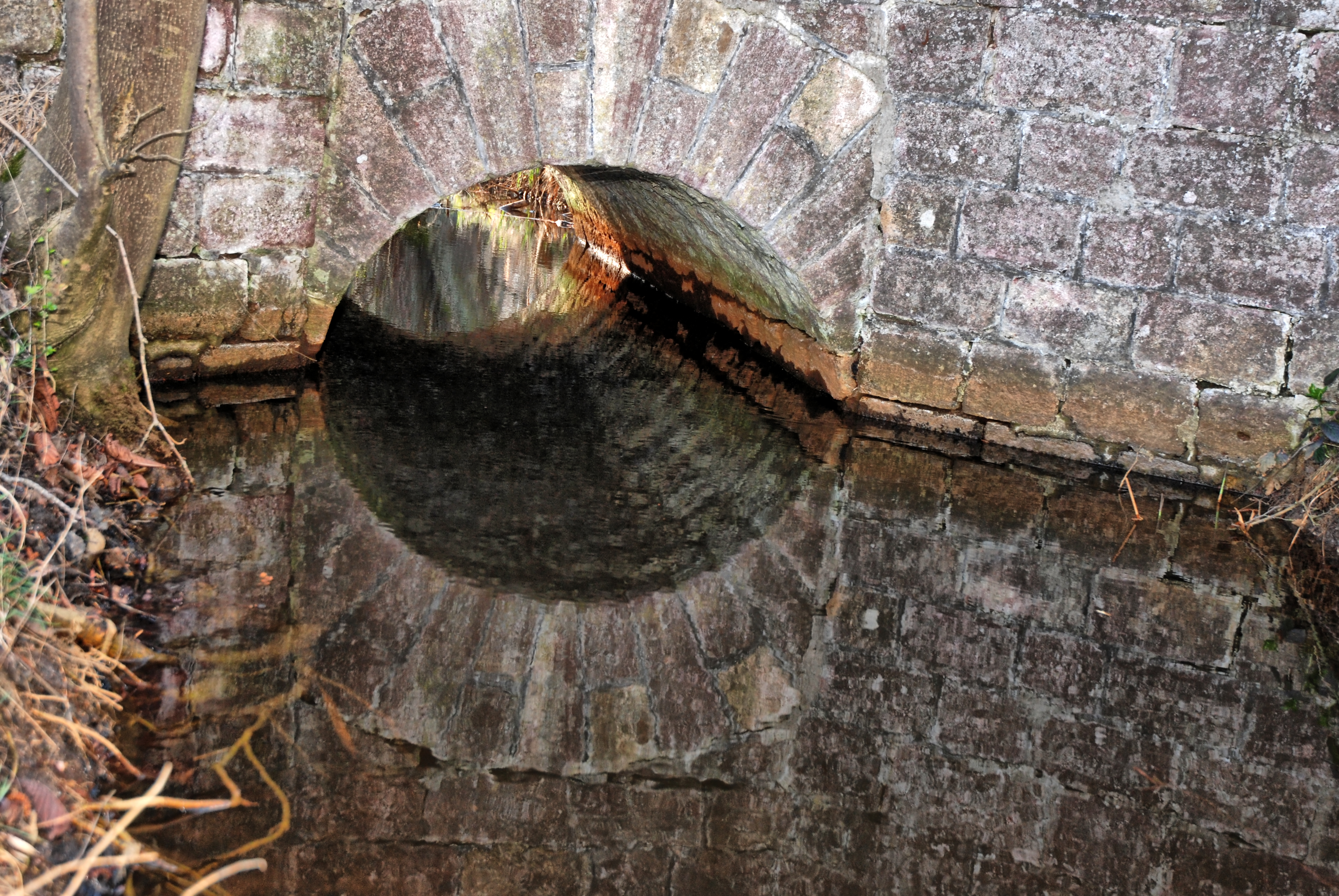
Von easyHDR aus der RAW-Datei durch „LDR betonen“ erzeugtes Bild (Voreinstellung „Standard“)
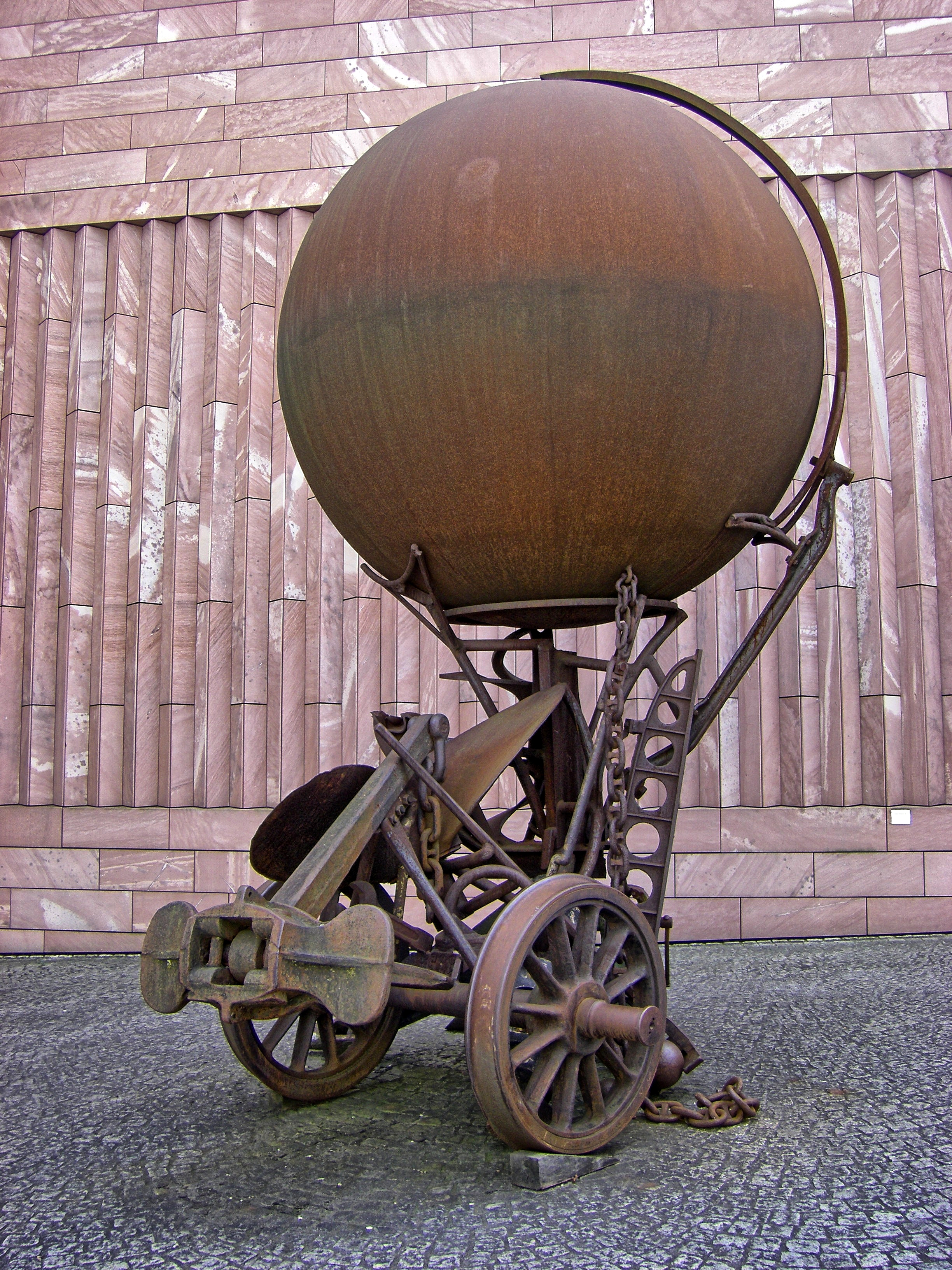
Ein mit „LDR betonen“ (Voreinstellung „Standard“) überarbeitetes Bild. Man vergleiche mit den alten Versionen dieses Fotos.

## Geschichte
Version 1.0 von easyHDR erschien am 3. Februar 2006. Bartłomiej Okonek, geboren 1983 in Koszalin (Polen), entwickelte es ursprünglich für Zwecke der Astrofotografie, z. B. für Aufnahmen des Mondes mit Hof.
Okonek hatte sich bereits während seines Studiums der Elektrotechnik und Telekommunikation an dem Projekt Student Space Exploration and Technology Initiative (SSETI) der European Space Agency (ESA) beteiligt.
2007 schloss er sein Studium an der Technischen Universität Wrocław mit einer Master-Arbeit über die „effiziente Implementation von Algorithmen zur HDR-Bilderzeugung und Tone Mapping in FPGA-Schaltkreisen“ ab. Okonek arbeitet heute als Software-Ingenieur.
Version 2.0 erschien am 8. Mai 2010 und enthielt – neben einer beschleunigten Bilddarstellung – einen völlig neuen Tone-Mapping-Algorithmus.

## Versionen und Lizenzierung
Neben der professionellen Shareware-Version, die sich easyHDR Pro nennt, wird eine ältere Version mit beschränktem Funktionsumfang unter der Bezeichnung easyHDR BASIC als Freeware angeboten. easyHDR Pro steht zu Testzwecken zeitlich unbefristet und komplett funktionsfähig zum Download zur Verfügung; es werden allerdings Wasserzeichen in die Bilder eingefügt, solange die Software nicht lizenziert ist.